# Schultz von Ascheraden
Schultz von Ascheraden är en adelsätt.
Överstelöjtnant Herman Schultz från Böhmen stupade i slaget vid Kirkholm. Dennes son Simon Schultz fick godset Ascheraden i Livland som ersättning för en kronofordran. Hans söner, Martin och Johan Filip Schultz adlades 1652, men endast den förre tog introduktion. Martin Schultz upphöjdes 1674 i friherrligt stånd. En av Martin Schultz sonsöner fick år 1765 rätt att skriva sig Schultz von Ascheraden. Släkten är utgången i Sverige, men fortlever i Livland och Tyskland.

## Kända medlemmar
- Martin Schultz (von Ascheraden) (1660–1730), svensk militär
- Carl Gustaf Schultz von Ascheraden (1743–1798), svensk diplomat